# Freiberger Dom

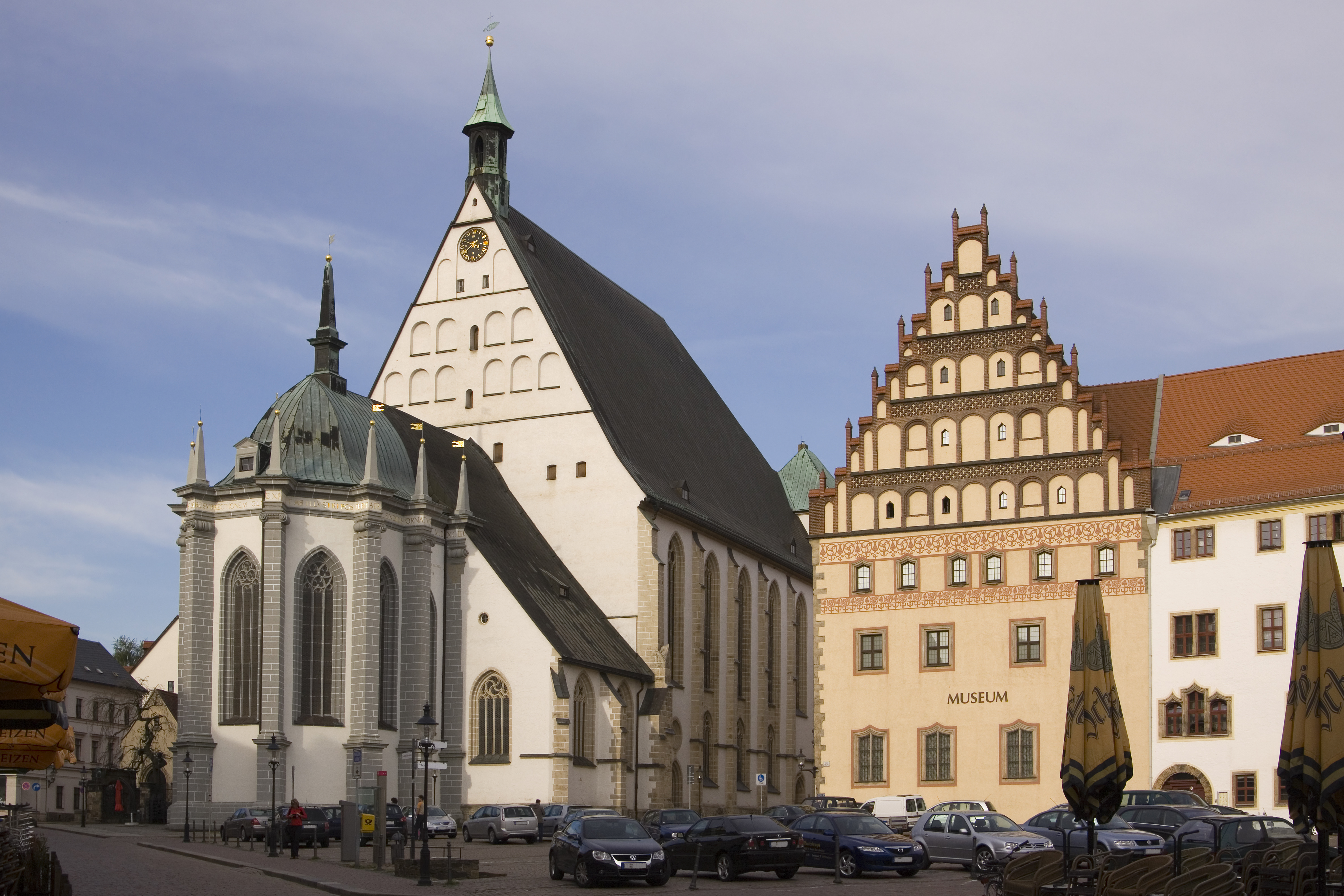
Dom St. Marien vom Untermarkt aus

Der Dom St. Marien ist eine evangelisch-lutherische Kirche am Untermarkt im sächsischen Freiberg. Vor der Reformation war das Gotteshaus eine Stiftskirche, eine Kathedrale (Bischofskirche) war es nie. Ungeachtet dessen ist der Freiberger Dom eines der am reichsten ausgestatteten Gotteshäuser Sachsens und enthält mit der Goldenen Pforte, der Tulpenkanzel, den Orgeln Gottfried Silbermanns und dem zur Begräbnisstätte der Albertiner umgestalteten Chor bedeutende Kunstwerke.

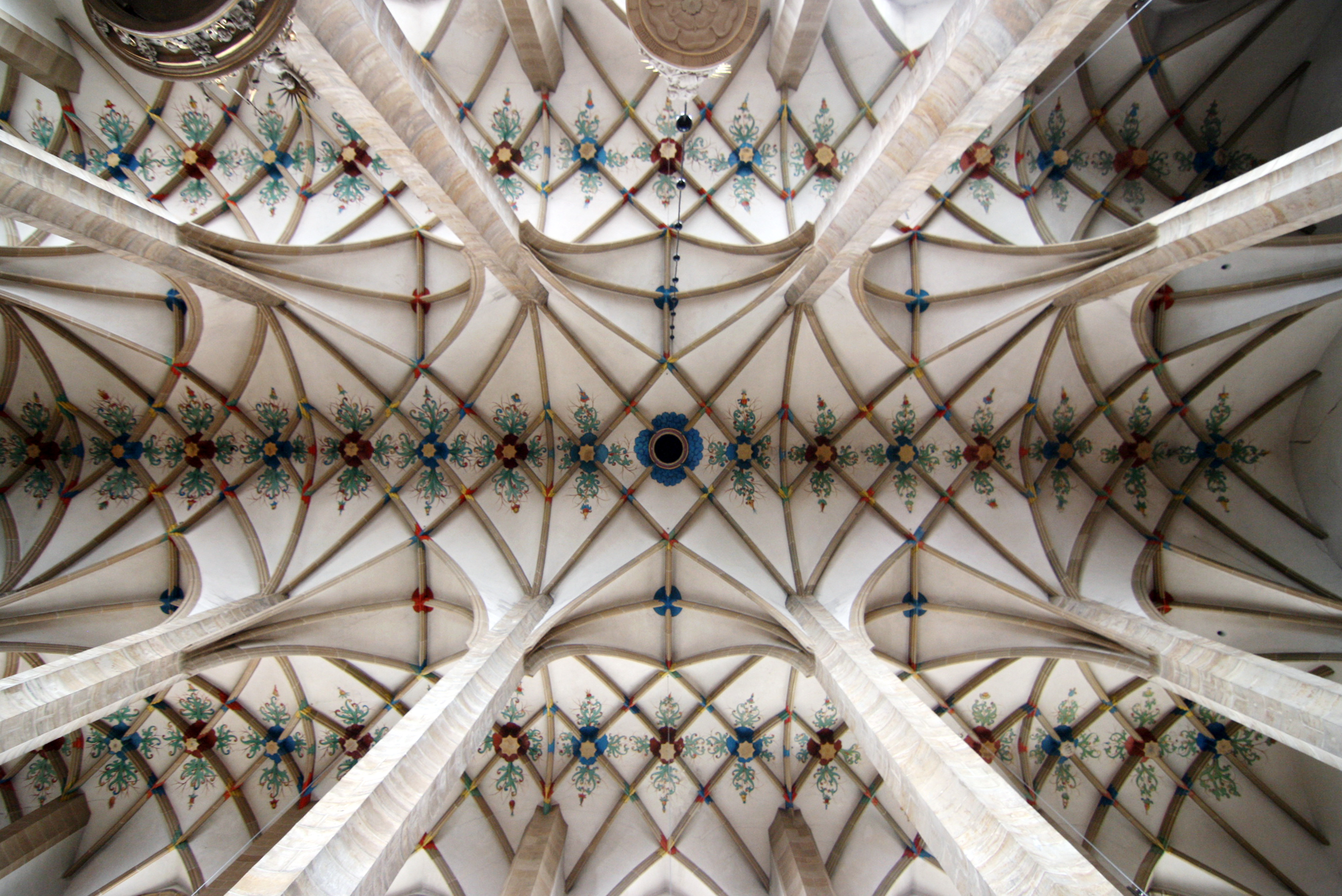
Netzgewölbe

## Geschichte

### Vorgängerbauwerk
Um 1180 entstand in dem noch jungen, durch Silberfunde sich schnell entwickelnden Ort Freiberg die romanische Basilika Unserer Lieben Frauen. Die Pfarrkirche erhielt mit der spätromanischen Triumphkreuzgruppe, auch Kreuzigungsgruppe genannt (um 1225), und der Goldenen Pforte (um 1230) schon frühzeitig zwei sehr bedeutende, noch heute erhaltene Kunstwerke. Im Jahr 1480 erhob Papst Sixtus IV. die Pfarrkirche zum Kollegiatstift. Jedoch schon nach nur 57 Jahren wurde das Kollegiatstift im Zuge der Reformation in Sachsen aufgelöst.

### Neubau ab Ende des 15. Jahrhunderts
Die Kirche wurde während eines großen Stadtbrandes 1484 fast völlig zerstört. Triumphkreuzgruppe, Goldene Pforte und Teile des Chores blieben jedoch erhalten. An gleicher Stelle erfolgte der Neuaufbau des Domes St. Marien als dreischiffige, sechsjochige spätgotische Hallenkirche. Die Baupläne stammten von den Baumeistern J. und B. Falkenwalt, die den Bau auch leiteten. Die Neueinweihung des Domes erfolgte im Jahr 1512. Von 1585 bis 1594 wurde der Chor unter der Leitung von Giovanni Maria Nosseni zur Grabanlage der Wettiner umgestaltet.

### Umgestaltungspläne um 1910 und Restaurierung
Das neue Gotteshaus erhielt jedoch keine Kirchtürme und blieb in diesem Zustand bis Ende des 19. Jahrhunderts. Um Türme auf das schon damals als Baudenkmal bezeichnete Kirchengebäude aufsetzen oder anbauen zu können, wurde im Jahr 1905 ein Preisausschreiben unter Architekten ausgelobt. Ein Preisgericht unter dem Vorsitz des Dresdner Architekten Paul Wallot solle dem Dombauausschuss beratend zur Seite stehen. Ein Turm sollte als Treppenturm dienen, der andere ein Geläut tragen. Auch Verschönerungen an den Fassaden sollten vorgesehen werden. Der Kirchbauverein entschied sich offenbar für den Entwurf des Architekten Otto Kohtz, der einen Zwillingsturm vorgesehen hatte; zwei Entwürfe waren eingegangen.
Ein anderer Entwurf von Bruno Schmitz propagierte den Bau eines mächtigen Breitwestturms, der das Äußere des Doms dominieren sollte. Diese frühen Bemühungen um eine Denkmalpflege mit zeitgemäßen Formen wurden sogar von Cornelius Gurlitt unterstützt, dessen Wirken für die Erhaltung der mehrfach vom Abriss bedrohten Kreuzgänge insgesamt zum Erhalt des gewachsenen Zustands beigetragen hat. Der Ausbruch des Ersten Weltkriegs führte in der Folge dazu, dass Abstand von den Turmplänen genommen wurde, wodurch der fragmentarische, spätgotisch geprägte Charakter des Doms weitgehend erhalten blieb. Der niedrige Nordwestturm liegt in der Flucht des nördlichen Seitenschiffes; der Südwestturm, im Jahr 1931 nach Plan von Otto Rometsch in zurückhaltender Weise aufgestockt, tritt aus der Flucht des Seitenschiffes nach Süden vor.
Im Jahr 1971 ließ die Freiberger Stadtverwaltung eine komplette Restaurierung des Domes vornehmen. Dabei wurden die spätgotischen Gewölbemalereien stark restauriert und ergänzt.

## Architektur

### Äußeres
Der Freiberger Dom hat mit den beiden ungleichen Türmen und dem gewaltigen schiefergedeckten Dach, das städtebaulich im Bereich des Untermarkts wirksam ist, ein uneinheitliches Äußeres. Der einschiffige Chor mit Fünfachtelschluss, der im 16. Jahrhundert zur Grabkapelle der Wettiner umgestaltet wurde, prägt mit den aufwändigen Maßwerken das Äußere. Die Strebepfeiler wurden bei diesem Umbau zu Pilastern umgestaltet und erhielten Kapitelle sowie Obelisken als Abschluss. Das geschweifte Chordach mit dem als Obelisk ausgebildeten Dachreiter geht ebenfalls auf diese Umgestaltung zurück. Darüber erhebt sich der mächtige Giebel des Langhausdachs, der mit Blenden gegliedert und durch einen Dachreiter betont wird. Bedingt durch die im Innern umlaufende Empore sind die mit Kreuzbogenmaßwerk geschmückten hohen Spitzbogenfenster zweigeteilt. In den unteren Teilen der Fenster sind auch Fischblasenmaßwerkformen zu finden.  Nach Westen ist das Dach abgewalmt.

### Inneres

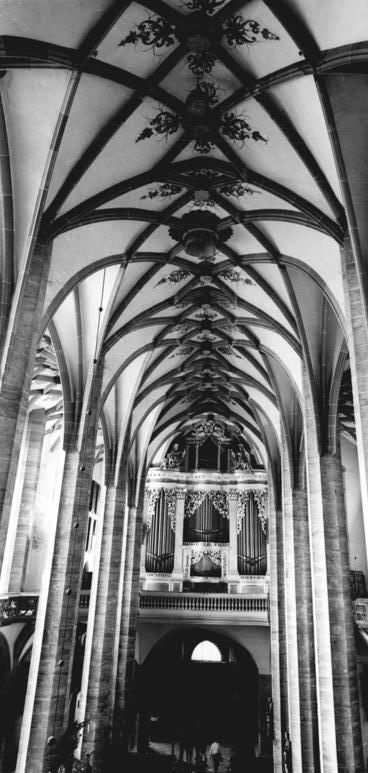
Mittelschiff und Silbermann-Orgel

Der Freiberger Dom wird in der kunsthistorischen Forschung als eines der Hauptwerke innerhalb einer Gruppe von obersächsischen Hallenkirchen gewertet. Das Langhaus ist gekennzeichnet durch nach innen gezogene Strebepfeiler, formenreiche Netzgewölbe und gekehlte schlanke Achteckpfeiler. In halber Höhe zieht sich eine spätgotische Empore mit Maßwerkbrüstung um den Bau, die um die Pfeilervorlagen mit balkonartigen Vorbauten herumgeführt ist. Der Freiberger Dom zeichnet sich gegenüber den anderen obersächsischen Hallenkirchen durch eine besondere Betonung der Vertikalen aus, die durch die steil ansteigenden Gewölbeanfänger entsteht und in den späteren Bauten nicht mehr ausgeprägt ist. Im Zentrum des Mittelschiffsgewölbes befindet sich ein farblich hervorgehobenes Himmelsloch. Als Vorbild für den Raum gilt die Martinskirche in Amberg, die ebenfalls eine umlaufende Empore mit darunterliegenden flachen Kapellennischen zeigt.
Während das Langhaus des Doms im Hauptschiff regulär und symmetrisch aufgebaut ist, sind der Westbau und die anschließenden Kreuzgänge und Kapellen je nach den vorgefundenen oder sich ergebenden Grundrissen und Bedürfnissen asymmetrisch gestaltet. Dadurch ergeben sich interessante Kleinräume, die teilweise zu Kabinettstücken spätgotischer Raumgestaltung geworden sind. Zu erwähnen ist hier besonders die Vorhalle, die ebenso wie die Annenkapelle die Fähigkeit der spätgotischen Baumeister zeigt, nahezu beliebige Grundrisse durch phantasievolle Gewölbeformen zu Raumkunstwerken zu gestalten. Die gegenüber dem Westbau als Endpunkt des Kreuzgangs gelegene zweischiffige Annenkapelle zeigt ein Gewölbe der gewundenen Reihung, das schon auf die charakteristischen Gewölbeformen der obersächsischen und böhmischen Spätgotik hinführt, die im Wladislawsaal der Prager Burg ihren Höhe- und Endpunkt findet.

### Goldene Pforte
Die Goldene Pforte im Freiberger Dom ist ein spätromanisches, 1225 geschaffenes Rundbogen-Sandsteinportal an der Südseite des Domes. Das Material ist der in einem flachen kreidezeitlichen Meer abgelagerte Grillenburger Sandstein aus dem Tharandter Wald. Skulpturen und reich verzierte Säulen sind den Gewänden abwechselnd eingestellt. Vermutlich bildete das Portal den Westeingang der romanischen Kirche, die bei dem Brand 1484 zerstört wurde. Bei dem folgenden Neubau wurde die Architektur und Bauplastik des Portals sorgfältig abgebaut und dem Neubau in spätgotischen Formen als neuer Südeingang eingefügt. Ursprünglich wies das Portal eine reiche farbige Fassung auf.
Zum Schutz des Portals vor Umwelteinflüssen wurde 1902/03 ein Vorbau durch die Dresdner Architekten Schilling & Graebner errichtet, der die gotische Formensprache mit dem damals modernen Jugendstil verband.
Die Freiberger Goldene Pforte ist das erste vollständige deutsche Statuenportal. Georg Dehio urteilte: „… an Pracht selten, an innerem Adel niemals mehr überboten.“ Das Tympanon zeigt die thronende Muttergottes mit den anbetenden Heiligen Drei Königen, einen Engel und Joseph; am Gewände stehen Statuen von alttestamentlichen Vorläufern, in den Archivolten in vier Zonen Gestalten zur Darstellung von Erlösung und Jüngstem Gericht.
Die Goldene Pforte gehört zu den Hauptwerken der deutschen Kunst im 13. Jahrhundert. Kopien der Goldenen Pforte existieren in der Adolphus Busch Hall der Harvard University in Cambridge (Massachusetts, USA), im Italienischen Hof des Puschkin-Museums in Moskau (Russland) und im Szépművészeti Múzeum (Museum der Schönen Künste) in Budapest (Ungarn). Das gesamte Bildprogramm haben wahrscheinlich die Zisterzienser von Altzella vermittelt.

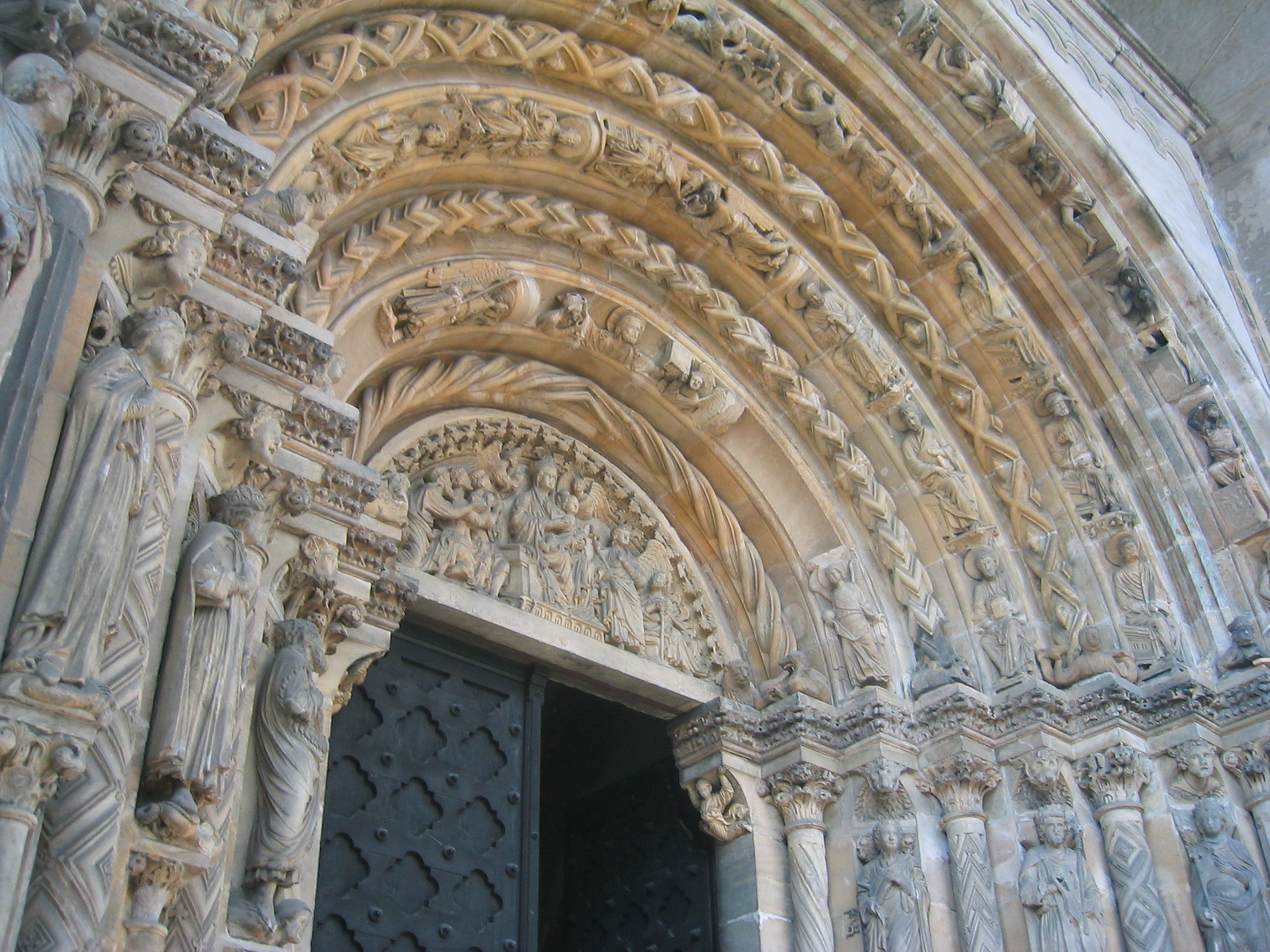
Goldene Pforte
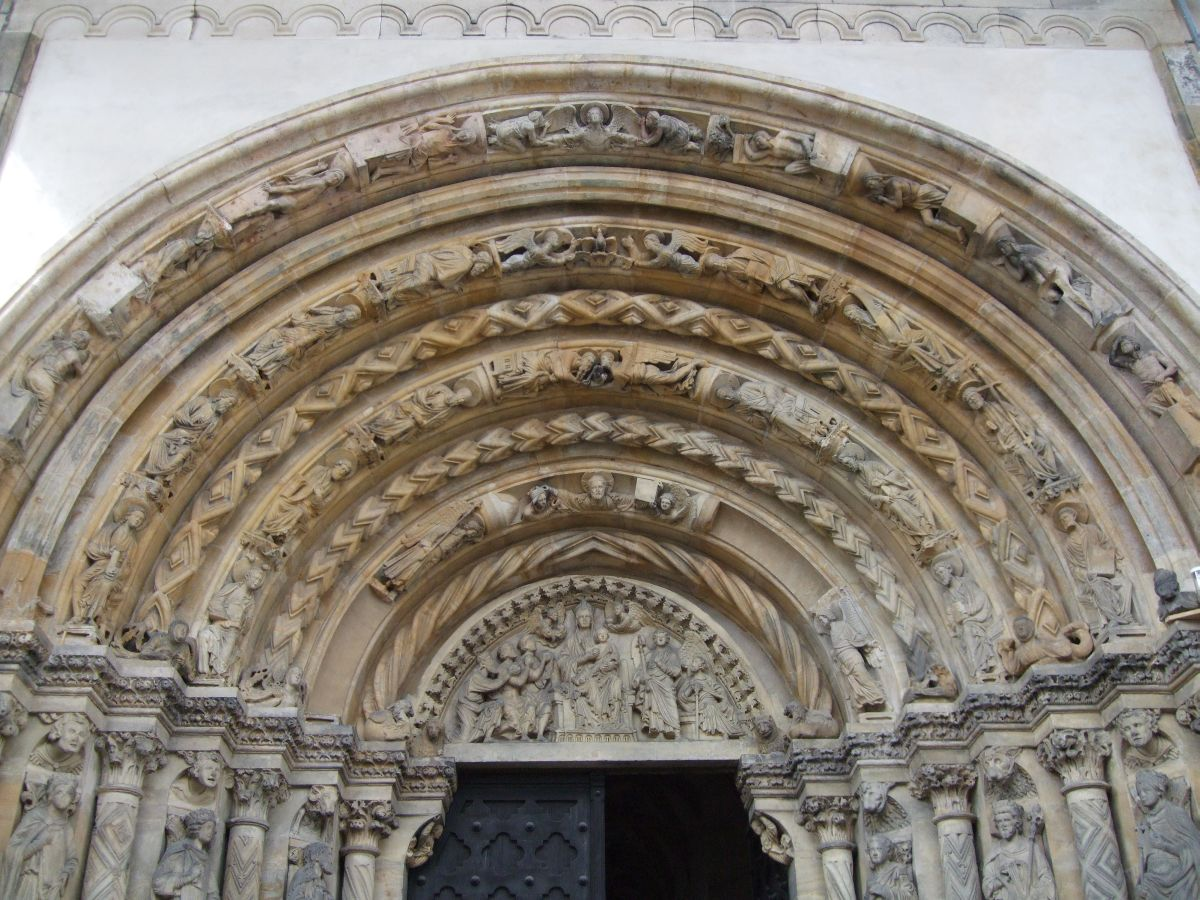
Tympanon und umgebende Archivolten
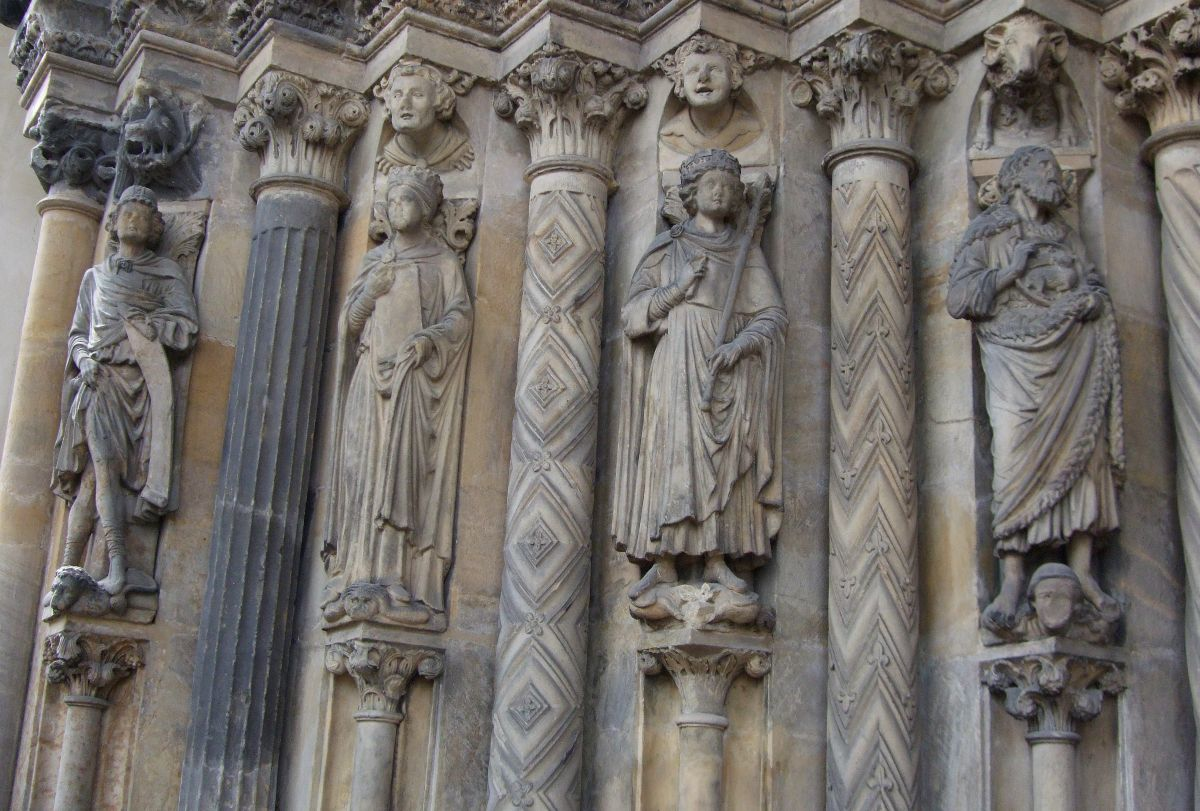
Gewände-Statuen links von links: Daniel, Königin von Saba, Salomo, Johannes der Täufer
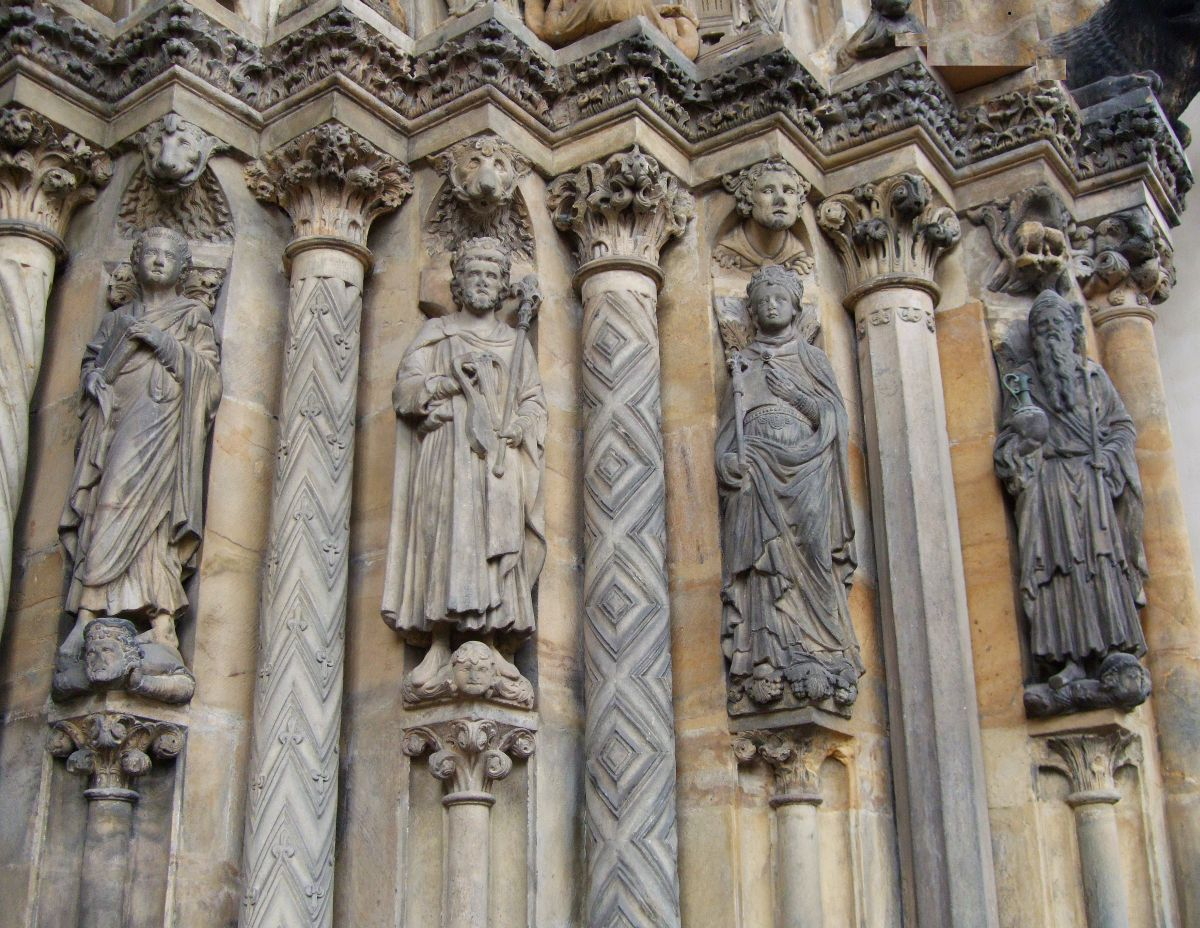
Gewände-Statuen rechts von links: Johannes der Evangelist, David, Batseba, Aaron

## Ausstattung

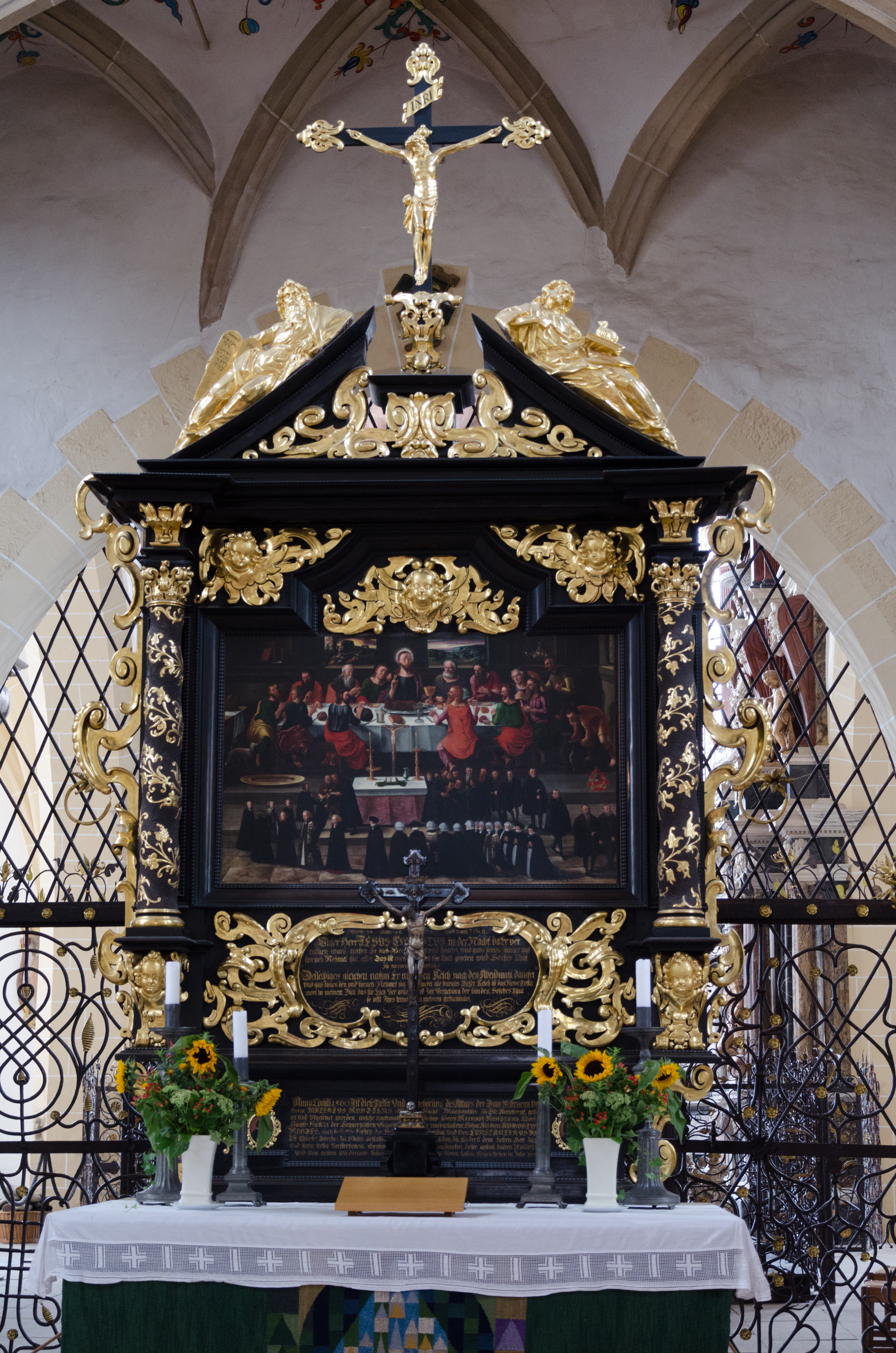
Altarretabel

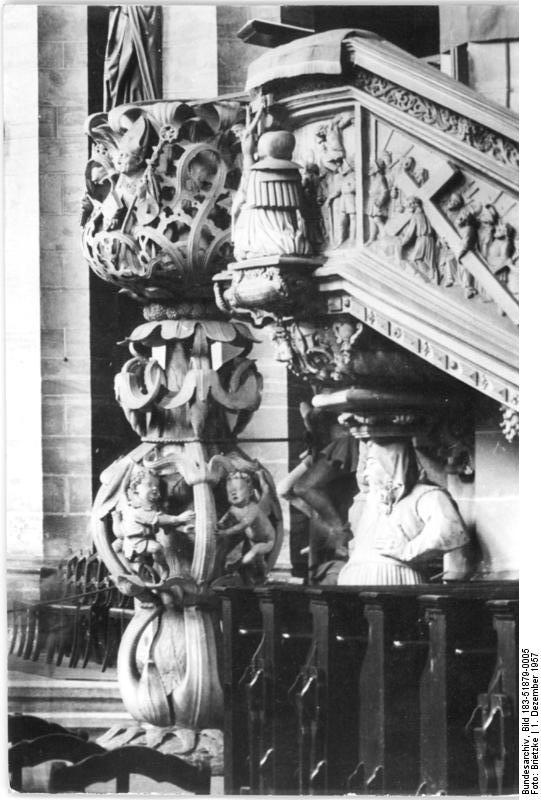
Bergmannskanzel mit Tulpenkanzel im Hintergrund

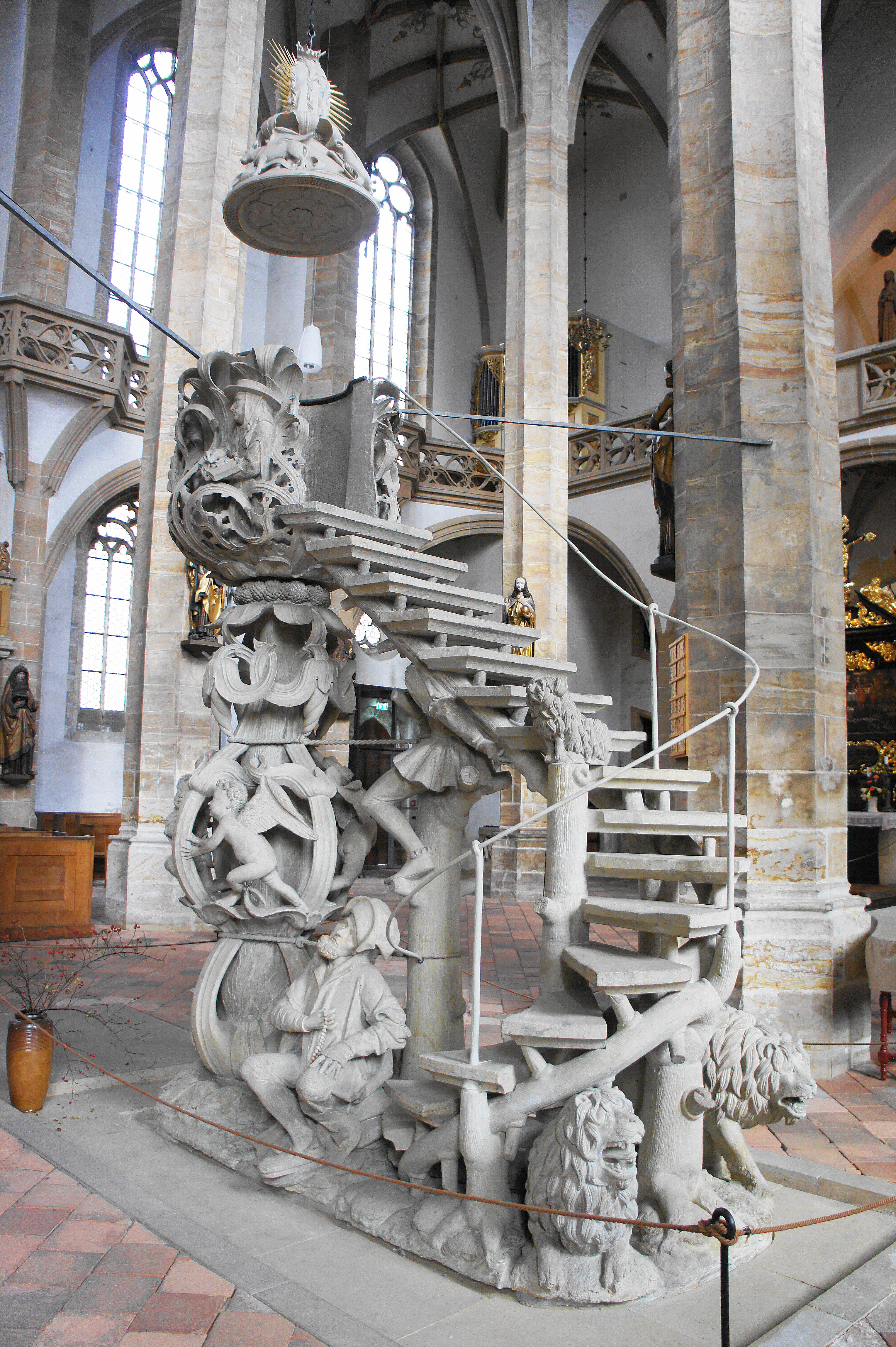
Tulpenkanzel

### Altarretabel
Bedingt durch die Nutzung des Chores als Begräbnisstätte musste das Altarretabel klein und transportabel sein. Das Gemälde des im Jahr 1560 gestifteten Altarretabels zeigt die Einsetzung des Abendmahls durch Christus und im Vordergrund die Austeilung des Abendmahls in beiderlei Gestalt bei der lutherischen Abendmahlsfeier. Das Gemälde zeigt Ähnlichkeiten mit den Bildern Lucas Cranachs des Jüngeren, stammt aber wahrscheinlich nicht aus dessen Werkstatt. Der geschnitzte schwarz und golden gefasste Rahmen mit gewundenen Säulen und gesprengtem Giebel stammt wahrscheinlich aus der Werkstatt eines Freiberger Meisters. Das silberne Altarkruzifix ist ein Werk des Goldschmieds David Winkler.

### Kanzeln des Domes
Bemerkenswert ist das Vorhandensein von zwei nebeneinanderstehenden Kanzeln im Mittelschiff: zum einen die freistehende, etwa aus dem Jahre 1505 stammende Tulpenkanzel und zum anderen die Bergmannskanzel von 1638.

#### Tulpenkanzel
Die Tulpenkanzel ist eines der bekanntesten Kunstwerke des Domes. In der Literatur wird sie als Höhepunkt seines Schaffens dem Bildhauer H. W. (vermutlich Hans Witten von Köln) zugeschrieben – gleichwohl wird diese Identifizierung mehrfach in Frage gestellt. Das besonders feingliedrige Werk nutzt die Grenzen des dem Stein Zumutbaren bis zum Äußersten aus und entstand wahrscheinlich zwischen 1505 und 1510. Die Tulpenkanzel wird (abgesehen von eisernen Ankern) weder von einer Wand noch durch Pfeiler gestützt und so scheint es, als würde dieses Meisterwerk aus Hilbersdorfer Porphyrtuff (ein rhyolithischer Tuff) wie ein Blütenkelch mit vier Stängeln aus dem Boden wachsen. Diese Stängel sind zweimal mit Stricken an den inneren Schaft gebunden. Zwischen beiden Verschnürungen spielen singende Engelskinder. An dem Blütenkelch erscheinen die vier Kirchenväter Augustin als Bischof, Gregor als Papst, Ambrosius als Erzbischof und Hieronymos als Kardinal. Die dominierenden Figuren sind ein vornehm gekleideter Mann (es könnte sich um eine Darstellung des Stifters der Kanzel handeln), am Fuße der Kanzel ruhend, von Löwen umgeben (es könnte Daniel, der Schutzpatron der Bergleute sein) und ein Knappe (dies könnte ein Selbstbildnis des Meisters H. W. sein), der die Last der Wendeltreppe auf seinen Schultern trägt. Der Knappe sitzt auf einer Astgabel eines Baumstammes unterhalb des Treppenaufganges. Über dem Kanzelkorb ist ein hölzerner Schalldeckel aufgehängt, bekrönt von einer Madonna, die mit ihrem Kind spielt. Diese Art der Darstellung legt die Deutung der Kanzel als Baum des neuen Paradieses mit Maria und Christus als Krone einer neuen Schöpfung nahe, die durch das gepredigte Gotteswort entsteht. Die Kelchform der Kanzel und die Weintrauben am Halsring des Stengels und in der Hand des Christuskinds deuten auf die Eucharistie. Die Phantastik der Darstellung mit den zahlreichen Nebenfiguren und der unvergleichlichen artistischen Kühnheit der Kanzeltreppe geht jedoch weit über alle kunstwissenschaftlichen Deutungsversuche hinaus.

#### Bergmannskanzel
Die aus Sandstein gefertigte Bergmannskanzel ist eine Stiftung des Freiberger Bürgermeisters Jonas Schönlebe und seiner Frau aus dem Jahr 1638. Sie zeigt am Kanzelkorb vollplastische Darstellungen der anbetenden Stifter vor einem Alabasterkruzifix. Die Kanzeltreppe wird von einer vollplastischen Figur eines Bergknappen in Arbeitstracht getragen, während der Kanzelkorb durch die Figur eines Steigers getragen wird. An der Kanzeltreppe und am Korb sind weitere Reliefdarstellungen der Passion Christi zu finden. Der Schalldeckel wird von einer Figur des auferstandenen Christus mit der Siegesfahne bekrönt. Die Kanzeltür wird von der typologisch entsprechenden alttestamentlichen Szene von Jonas bekrönt, der vom Walfisch ausgespien wird, womit gleichzeitig auf den Vornamen des Stifters angespielt wird. Die bildhauerische Qualität erreicht jedoch bei weitem nicht den Rang der älteren Bildwerke.

### Mittelalterliche Skulpturen

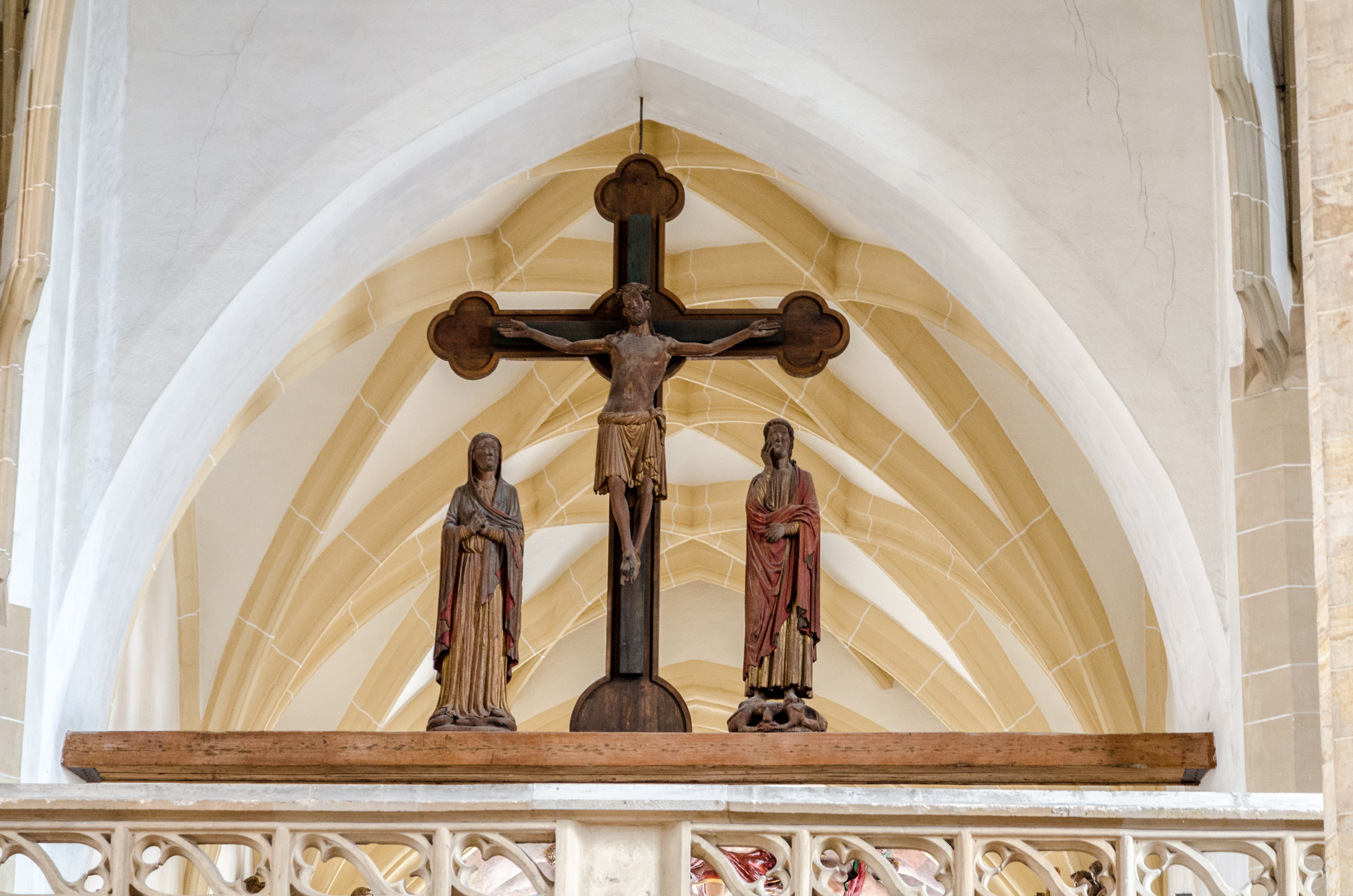
Romanische Kreuzigungsgruppe

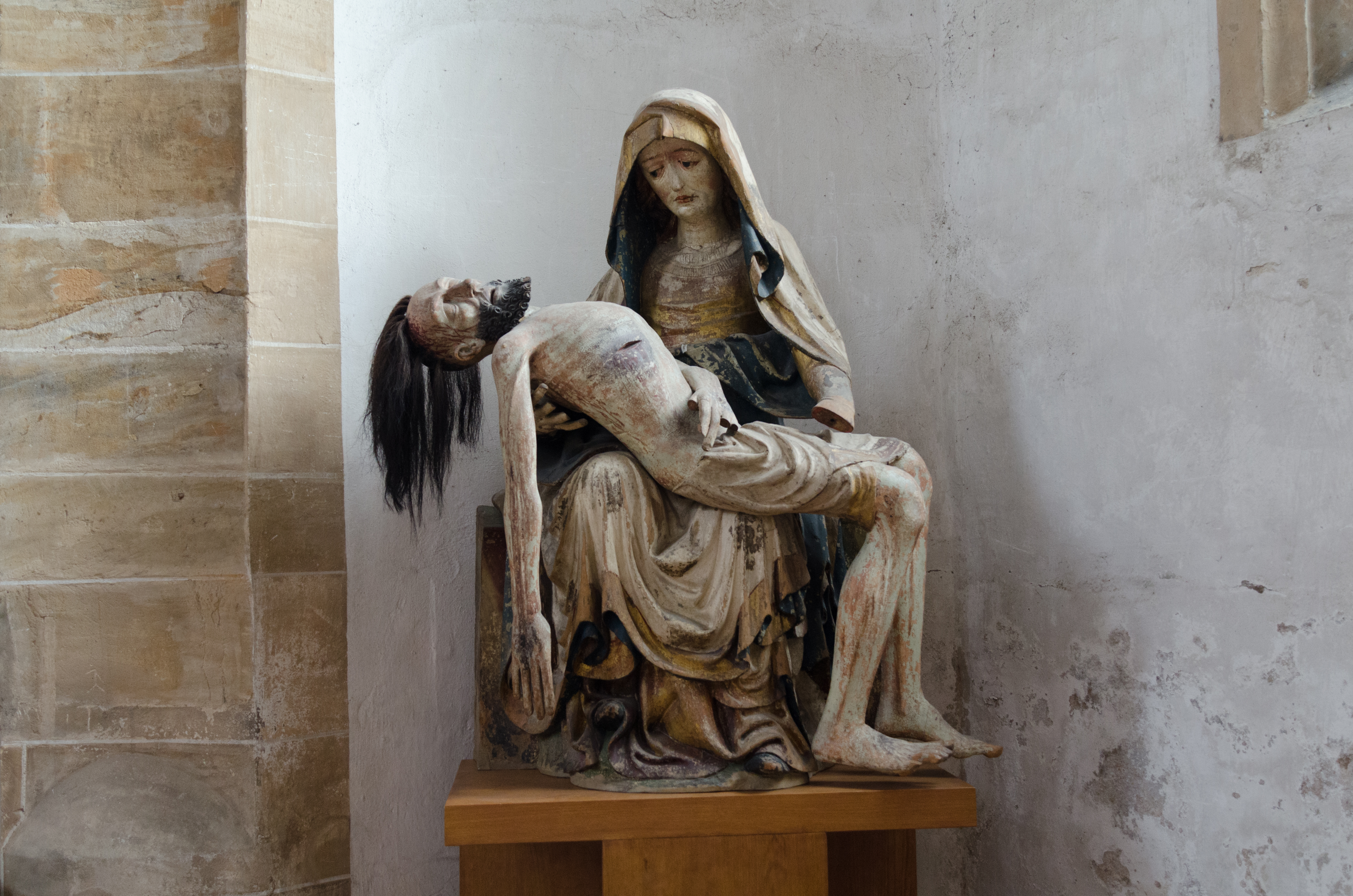
Vesperbild

Die spätromanische Triumphkreuzgruppe im Triumphbogen des Chores war einst Teil des Lettners, der den Chor der romanischen Kirche vom Langhaus trennte. Sie besteht aus dem hoheitsvoll dargestellten Gekreuzigten, Maria und Johannes im Trauergestus und wird auf die Jahre um 1225 datiert. Maria steht auf einer Schlange, Johannes auf einem wolfshundähnlichen Untier, das an einem Apfel nagt. Es ist anzunehmen, dass damit auf den Sündenfall angespielt wird, der durch den Kreuzestod Jesu überwunden wurde. Wahrscheinlich gehörten ursprünglich noch weitere, nicht erhaltene Figuren dazu. Einige Reste der Lettnerskulpturen sind ebenfalls noch erhalten, die allerdings keine zuverlässige Rekonstruktion des Lettners erlauben.
Ebenfalls noch aus der Zeit vor dem Brand 1484 stammt das eindrucksvolle Vesperbild, das auf die Zeit um 1430 datiert wird. Es zeigt die in Schmerz versunkene Maria mit dem Leichnam Jesu auf dem Schoß in einem spätgotischen Realismus, der bis zur Verwendung von Naturhaar für die Haare Jesu getrieben ist.
Der stärker individuell und realistisch geprägte Stil des Vesperbildes findet sich auch in einem spätgotischen Zyklus von holzgeschnitzten und gefassten Apostelfiguren, die an den Pfeilern und Pfeilervorlagen des Langhauses aufgestellt sind. Der Apostelzyklus ist in der Werkstatt des Meisters der Freiberger Domapostel entstanden, der möglicherweise mit Philipp Koch identisch ist und in der Umgebung von Freiberg zahlreiche sakrale Skulpturen geschaffen hat. Der Apostelzyklus wird in den ersten Jahrzehnten des 16. Jahrhunderts entstanden sein.
Ein weiterer Zyklus von geschnitzten und bemalten Figuren zeigt Christus mit den klugen und törichten Jungfrauen, die jedoch nicht in jedem Fall so individuell geprägt sind wie die vorgenannten Skulpturen. Weitere Figuren des heiligen Christophorus und des heiligen Wolfgangs sind ebenfalls vom Meister des Apostelzyklus für nicht erhaltene Altäre geschaffen worden.
Der Spätgotik ist auch eine sandsteinerne Madonnenfigur in der Annenkapelle, die sogenannte Monhauptsche Madonna, zuzurechnen, die aus dem Jahr 1513 stammt. Ihr mutmaßlicher Schöpfer Franz Maidburg muss das Werk Tilman Riemenschneiders gekannt haben, da sie erkennbare stilistische Anklänge an die um 1512 geschaffene Doppelmadonna dieses Meisters im Würzburger Dom zeigt.

### Chor und Fürstliche Begräbniskapelle der Albertiner

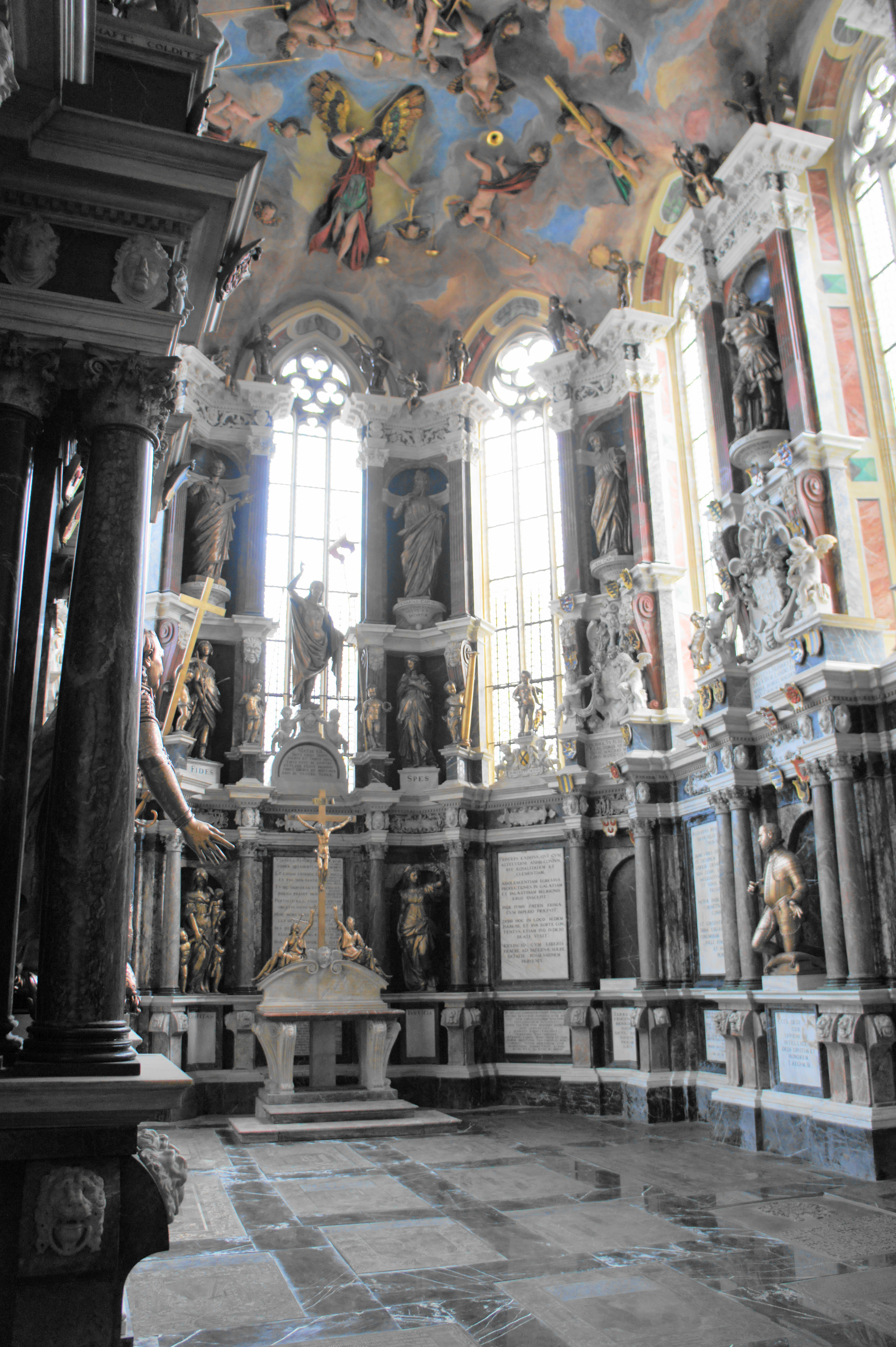
Begräbniskapelle der Albertiner

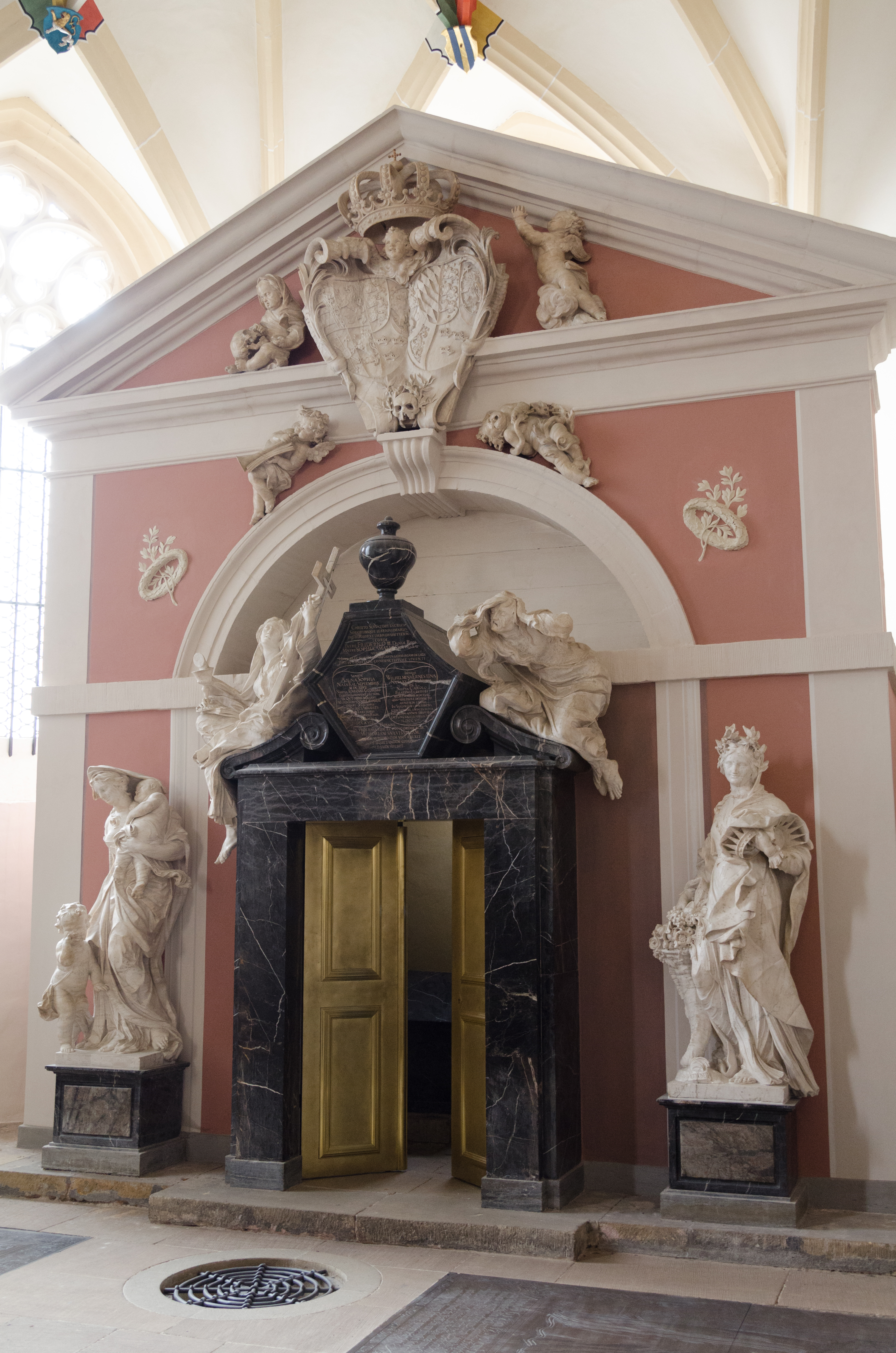
Schwesterngruft

Der Chor fungierte von 1541 bis 1696 als Grablege für 38 Mitglieder der sächsischen Fürstenfamilie, darunter acht Kurfürsten, zwei Herzöge, zehn Frauen und achtzehn Kinder im Alter von nur wenigen Wochen bis elf Jahren. Die Beisetzungen im Freiberger Dom endeten mit dem Übertritt Augusts des Starken zum römisch-katholischen Glauben. Seine Mutter Anna Sophie von Dänemark und deren Schwester Wilhelmine Ernestine von Dänemark sind in der Schwesterngruft bestattet, die sich in der Südkapelle (ehem. Allerheiligenkapelle) befindet. Ursprünglich stand dieses zwischen 1703 und 1712 vom Dresdner Barockbildhauer Balthasar Permoser geschaffene Grabmal in der Lichtenburg zu Prettin, wurde jedoch 1811 nach Freiberg umgesetzt. Beachtenswert ist das von dem Lübecker Goldschmied Hans Wessel für 2800 Thaler erstellte mächtige Moritzmonument, zu Ehren Moritz von Sachsen. Er errang durch seine Dienste für den Kaiser die Kurwürde für Sachsen. Neben dem Moritzmonument befindet sich auf einer Konsole an der Seitenwand die Figurine des Kurfürsten Moritz mit dem Harnisch, den er in der Schlacht bei Sievershausen getragen hat. In der Nordkapelle befinden sich 11 Zinnsärge von Kurfürsten und ihren Gemahlinnen. Weitere Zinnsärge befinden sich in einer Gruft unter der Südkapelle. Zudem wurden die wettinischen Särge, die ursprünglich in der Krypta der Dresdner Sophienkirche bestattet waren, nach der Zerstörung der Kirche 1950 ebenfalls in die Fürstengruft des Doms verbracht.
Mit der Umgestaltung des gotischen Chores zur Grabkapelle beauftragte der Kurfürst August von Sachsen den italienischen Bildhauer Giovanni Maria Nosseni, der die Planung und Ausführung von 1589 bis 1595 leitete. Die Strebepfeiler wurden durch Einfügen von Sockelprofilen und Kapitellen in ionische Pilaster umgewandelt. Den Boden des Chores bilden 29 kunstvoll gefertigte Messing-Grabplatten. Die Grabplatte für Herzogin Katharina stammt aus der Freiberger Gießerei des Wolfgang Hilliger, der mit weiteren Mitgliedern dieser Freiberger Gießerfamilie auch für den Guss der anderen Messingplatten vermutet wird. Die Wand ist mit einer Fülle an Epitaphen und Plastiken des Fürstenhauses geschmückt. Beeindruckend ist die Deckengestaltung aus Malerei und Stuckplastik im Stile des italienischen Manierismus.
Den Übergang zwischen Wandgestaltung und Decke bilden 34 musizierende Engel auf dem obersten Sims der Epitapharchitektur. Untersuchungen im Zuge von Sanierungen haben ergeben, dass es sich bei den „verbauten“ Instrumenten in den Händen der Engel um echte Instrumente der Renaissance beziehungsweise sehr gute Nachbildungen handelt. Bisher waren aus dieser Zeit keine Instrumente erhalten. Die „Fundstücke“ wurden im Museum für Musikinstrumente der Universität Leipzig untersucht und nachgebaut. Auch die Nachbildungen konnten aufgrund ihrer Detailtreue als Vorlage für Nachbauten dienen. So ist es nun erstmals wieder möglich, ein komplettes Orchester in einem für seine Zeit typischen Klangbild zu erleben.
In der Begräbniskapelle sind unter anderem bestattet (oder dorthin umgebettet):
1. Heinrich, Herzog von Sachsen (1473–1541)
2. Katharina von Mecklenburg (1487–1561), (Gemahlin des Herzogs Heinrich von Sachsen)
3. Sidonie von Sachsen (1518–1575), (Tochter des Herzogs Heinrich von Sachsen und Gemahlin des Herzogs Erich II. von Braunschweig-Calenberg-Göttingen)
4. Moritz, Kurfürst von Sachsen (1521–1553)
5. Albrecht von Sachsen (1545–1546), (Sohn des Kurfürsten Moritz von Sachsen)
6. August, Kurfürst von Sachsen (1526–1586)
7. Anna von Dänemark und Norwegen (1532–1585), (Gemahlin des Kurfürsten August von Sachsen)
8. Eleonore von Sachsen (1551–1553), (Tochter des Kurfürsten August von Sachsen)
9. Alexander von Sachsen, Administrator von Naumburg und Merseburg (1554–1565), (Sohn des Kurfürsten August von Sachsen)
10. Magnus von Sachsen (1555–1558), (Sohn des Kurfürsten August von Sachsen)
11. Joachim von Sachsen (*/† 1557), (Sohn des Kurfürsten August von Sachsen)
12. Hektor von Sachsen (1558–1560), (Sohn des Kurfürsten August von Sachsen)
13. Marie von Sachsen (1562–1566), (Tochter des Kurfürsten August von Sachsen)
14. Amalie von Sachsen (*/† 1565), (Tochter des Kurfürsten August von Sachsen)
15. Anna von Sachsen (1567–1613), (Tochter des Kurfürsten August von Sachsen)
16. August von Sachsen (1569–1570), (Sohn des Kurfürsten August von Sachsen)
17. Adolf von Sachsen (1571–1572), (Sohn des Kurfürsten August von Sachsen)
18. Friedrich von Sachsen (1575–1577), (Sohn des Kurfürsten August von Sachsen)
19. Christian I., Kurfürst von Sachsen (1560–1591)
20. Sophie von Brandenburg (1568–1622), (Gemahlin des Kurfürsten Christian I. von Sachsen)
21. Anna Sabina von Sachsen (*/† 1586), (Tochter des Kurfürsten Christian I. von Sachsen)
22. Elisabeth von Sachsen (1588–1589), (Tochter des Kurfürsten Christian I. von Sachsen)
23. August von Sachsen, Administrator von Naumburg (1589–1615), (Sohn des Kurfürsten Christian I. von Sachsen)
24. Dorothea von Sachsen, Äbtissin von Quedlinburg (1591–1617), (Tochter des Kurfürsten Christian I. von Sachsen)
25. Christian II., Kurfürst von Sachsen (1583–1611)
26. Hedwig von Dänemark (1581–1641), (Gemahlin des Kurfürsten Christian II. von Sachsen)
27. Johann Georg I., Kurfürst von Sachsen (1585–1656)
28. Sibylla Elisabeth von Württemberg (1584–1606), (Gemahlin des Kurfürsten Johann Georg I. von Sachsen)
29. Magdalena Sibylle von Preußen (1586–1659), (Gemahlin des Kurfürsten Johann Georg I. von Sachsen)
30. Christian Albrecht von Sachsen (*/† 1612), (Sohn des Kurfürsten Johann Georg I. von Sachsen)
31. Heinrich von Sachsen (*/† 1622), (Sohn des Kurfürsten Johann Georg I. von Sachsen)
32. Johann Georg II., Kurfürst von Sachsen (1613–1680)
33. Magdalena Sibylle von Brandenburg-Bayreuth (1612–1687), (Gemahlin des Kurfürsten Johann Georg II. von Sachsen)
34. Sibylla Marie von Sachsen (1642–1643), (Tochter des Kurfürsten Johann Georg II. von Sachsen)
35. Johann Georg III., Kurfürst von Sachsen (1647–1691)
36. Anna Sophie von Dänemark (1647–1717), (Gemahlin des Kurfürsten Johann Georg III. von Sachsen)
37. Wilhelmine Ernestine von Dänemark (1650–1706), (Schwester der Anna Sophie von Dänemark und Gemahlin des Kurfürsten Karl II. von der Pfalz)
38. Johann Georg IV., Kurfürst von Sachsen (1668–1694)
39. Eleonore von Sachsen-Eisenach (1662–1696), (Tochter des Herzogs Johann Georg I. von Sachsen-Eisenach und Gemahlin des Kurfürsten Johann Georg IV. von Sachsen)
40. Sophie Hedwig von Schleswig-Holstein-Sonderburg-Glücksburg (1630–1652), (Tochter des Herzogs Philipp von Schleswig-Holstein-Sonderburg-Glücksburg und Gemahlin des Herzogs Moritz von Sachsen-Zeitz)
41. Johann Philipp von Sachsen-Zeitz (1651–1652), (Sohn des Herzogs Moritz von Sachsen-Zeitz und der Sophie Hedwig von Schleswig-Holstein-Sonderburg-Glücksburg)
42. Moritz von Sachsen-Zeitz (1652–1653), (Sohn des Herzogs Moritz von Sachsen-Zeitz und der Sophie Hedwig von Schleswig-Holstein-Sonderburg-Glücksburg)
43. Zofia Agnieszka Radziwiłł (* 16. Mai 1618/1619 (?) in Schmolsin; † 1637 in Dresden), (Tochter des Fürsten Janusz VI. Radziwiłł, Kastellan von Vilnius und Starost von Baryssau, und der Elisabeth Sophie von Brandenburg)

### Grabdenkmäler und weitere Ausstattung

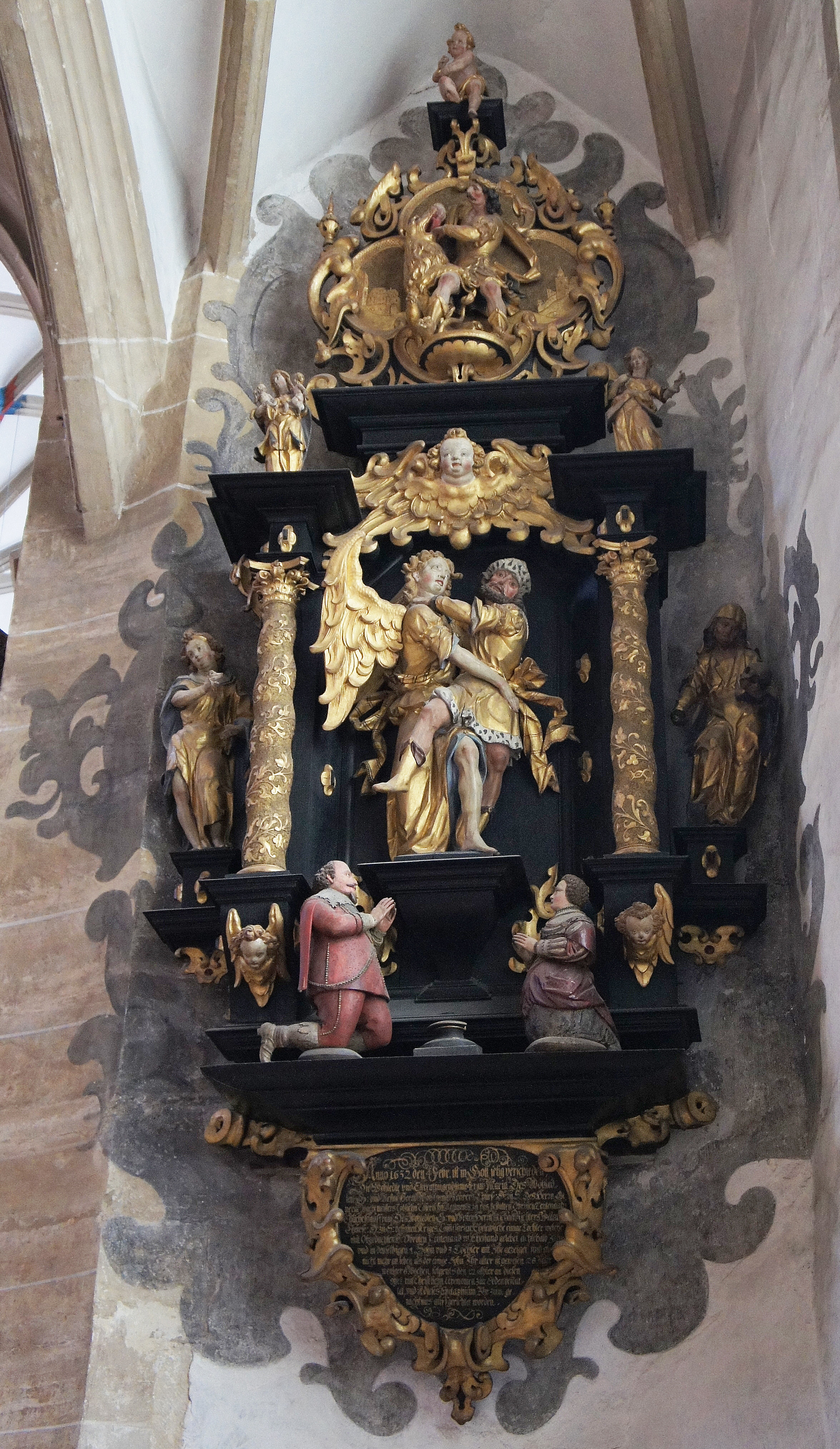
Epitaph W. Meurers († 1632)

Zahlreiche Grabdenkmäler und Epitaphe von unterschiedlicher Qualität sind zumeist in der Vorhalle des Doms angebracht. Zu erwähnen ist das von Andreas Lorenz geschaffene Epitaph des Johannes von Schönberg († 1569), das die Verklärung Christi in den Formen der Hochrenaissance zeigt. Das Epitaph der Barbara Schönlebe mit Beschlagwerk von 1599 zeigt ebenfalls die Verklärung Christi und ist offenkundig von den Werken Nossenis beeinflusst.
Einen übermäßigen Reichtum an manieristischer Ornamentik zeigt das hölzerne Epitaph des Ehepaares Holewein († 1607 und 1617), in dem die Taufe Christi dargestellt ist. Ähnlich reich geschmückt ist das Epitaph Wolf Heinrichs von Brand († 1619) mit einer Büste des Kriegshauptmanns. Das Epitaph W. Meurers († 1632) steht in engem Zusammenhang mit dem Retabel des Doms und stellt den Kampf Jakobs mit dem Engel dar. Das Epitaph für Nikolaus und Sigmund Horn († 1615 und 1666) besteht aus Bronzeplatten mit Architekturrahmung und Figuren aus Holz und zeigt den Niedergang der Bildhauerkunst in Freiberg nach dem Dreißigjährigen Krieg, obwohl der doppelgeschossige Aufbau nicht ohne eine gravitätische Würde ist.
Die späteren Epitaphe sind zumeist mit Gemälden versehen, so das Epitaph Gabriel Breiting († 1668), das die Opferung Isaaks zeigt, und das Epitaph Theodor Siegel († 1676) mit der Grablegung Christi. Von dem Schneeberger Meister Heinrich Böhme dem Jüngeren stammt das hochbarocke, aus Alabaster und Marmor geschaffene Epitaph des Ehepaares Agnes († 1693) und Abraham († 1711) von Schönberg mit drastischer Darstellung von Todes- und Lebenssymbolik.
Von den zahlreichen weiteren Grabdenkmälern ist noch das Epitaph für Heinrich Schmidt († 1685) mit einer Inschrift und allegorischen Figuren zu erwähnen. Darüber hinaus beherbergt der Dom eine Sammlung von 17 Pfarrerbildern, die den hohen gesellschaftlichen Rang der protestantischen Geistlichkeit im 17. und 18. Jahrhundert deutlich macht.
Zu Beginn des 18. Jahrhunderts wurden zwei Fürstenlogen nach einem Entwurf von Matthäus Daniel Pöppelmann auf der Nordseite unter die Emporenbögen eingefügt. Sie ordnen sich trotz ihres barocken Reichtums insgesamt bescheiden dem gotischen Raum unter.

### Orgeln

#### Hauptorgel

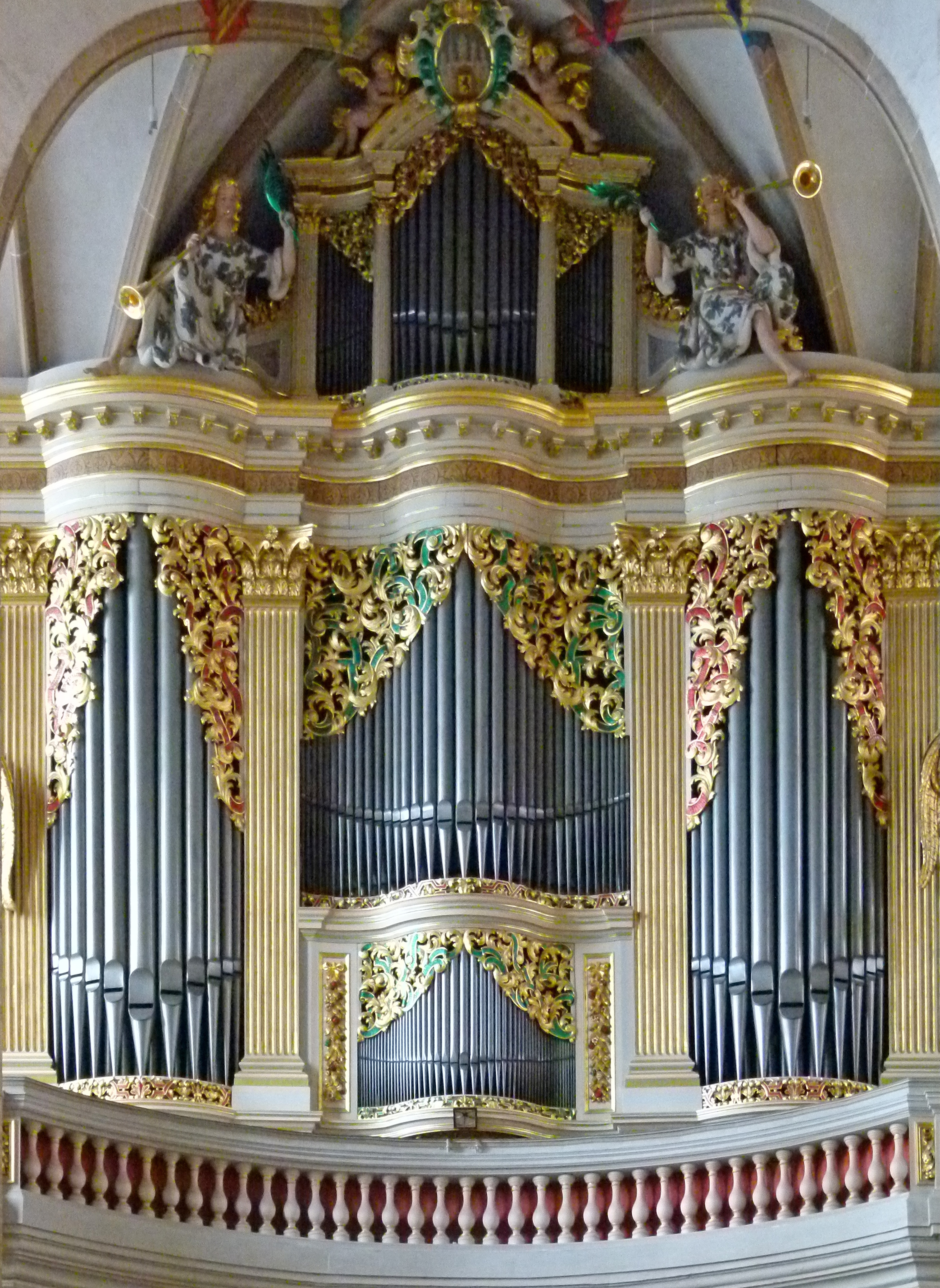
Große Silbermann-Orgel

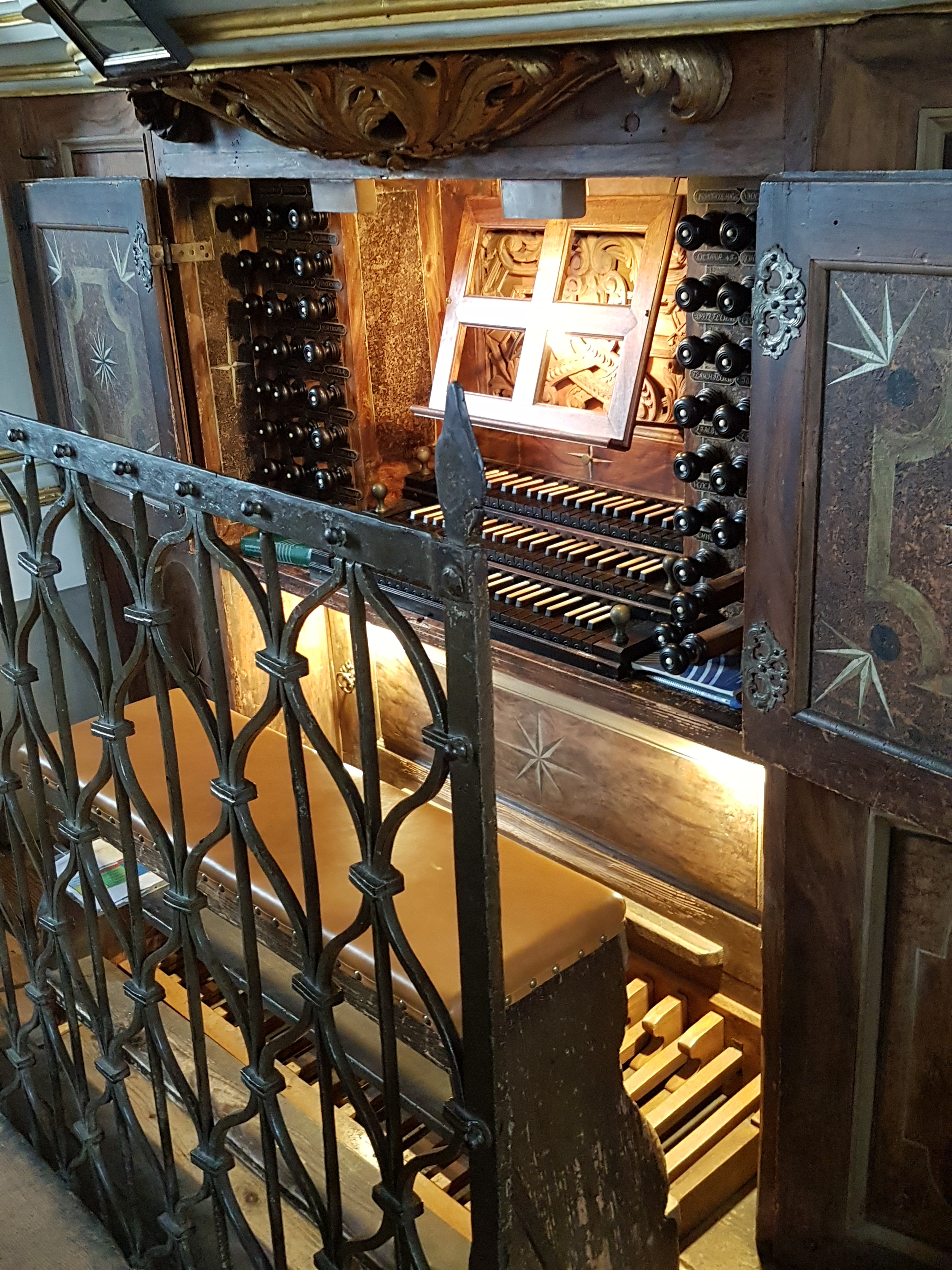
Spielschrank

In den Jahren 1710 bis 1714 erbaute Gottfried Silbermann eine Orgel mit 44 Registern. Es war seine erste große Orgel und blieb das größte Werk, das er eigenhändig schuf. Der Rat der damals überaus wohlhabenden Stadt Freiberg folgte mit der Erteilung des Auftrags an den jungen Orgelbauer, der bis dahin nie ein auch nur annähernd vergleichbar großes Werk errichtete, einer Empfehlung des Leipziger Thomaskantors Johann Kuhnau. Den Prospekt mit korinthischer Pilastergliederung und reicher Akanthusornamentik entwarf der Domorganist Elias Lindner. Die Orgelabnahme erfolgte am 13./14. August 1714 durch Kuhnau und den Altenburger Hoforganisten Gottfried Ernst Bestel, die Einweihung am 19. August 1714. 1738 nahm der Meister kleinere Änderungen an der Disposition des Oberwerks vor. 1933 wurde die Qvintadehn 8′ erneuert. Von 1981 bis 1983 restaurierte die Orgelbaufirma Jehmlich unter Leitung des Restaurators Kristian Wegscheider die Orgel. Sie verfügt über 44 Register (2674 Pfeifen), die sich auf drei Manualwerke und Pedal verteilen. Die Ton- und Registertrakturen sind mechanisch. Die Stimmtonhöhe beträgt a1= 476,3 Hz. Am Pfeifenwerk ist eine modifiziert mitteltönige Stimmung als die ursprüngliche nachweisbar, die seit 1985 in Richtung auf eine Wohltemperierung abgeschwächt wurde. Das Instrument ist eine der berühmtesten Barockorgeln und eine der am besten erhaltenen Orgeln Silbermanns.
| I Brustwerk CD–c3 |            |        |
| 1.                | Gedackt    | 8′     |
| 2.                | Prinzipal  | 4′     |
| 3.                | Rohrflöt   | 4′     |
| 4.                | Nassat     | 3′     |
| 5.                | Octava     | 2′     |
| 6.                | Tertia     | 1 3⁄5′ |
| 7.                | Qvinta     | 1 ⁄2′  |
| 8.                | Sufflöt    | 1′     |
| 9.                | Mixtur III |        |
|                   | Tremulant  |        |

| II Hauptwerk CD–c3 |                  |        |
| 10.                | Bordun           | 16′    |
| 11.                | Principal        | 8′     |
| 12.                | Viola di Gamba   | 8′     |
| 13.                | Rohrflöt         | 8′     |
| 14.                | Octava           | 4′     |
| 15.                | Qvinta           | 3′     |
| 16.                | Super Octava     | 2′     |
| 17.                | Tertia           | 1 3⁄5′ |
| 18.                | Cornet V (ab c1) |        |
| 19.                | Mixtur IV        |        |
| 20.                | Zimbeln III      |        |
| 21.                | Trompet          | 8′     |
| 22.                | Clarin           | 4′     |
|                    | Tremulant        |        |

| III Oberwerk CD–c3 |                |     |
| 23.                | Qvintadehn     | 16′ |
| 24.                | Principal      | 8′  |
| 25.                | Gedackt        | 8′  |
| 26.                | Qvintadehn     | 8′  |
| 27.                | Octava         | 4′  |
| 28.                | Spitzflöt      | 4′  |
| 29.                | Super Octava   | 2′  |
| 30.                | Flaschflöt     | 1′  |
| 31.                | Echo V (ab c1) |     |
| 32.                | Mixtur III     |     |
| 33.                | Zimbeln II     |     |
| 34.                | Krumbhorn      | 8′  |
| 35.                | Vox humana     | 8′  |
|                    | Tremulant      |     |
|                    | Schwebung      |     |

| Pedal CD–c1 |                 |         |
| 36.         | Untersatz II    | 32′+16′ |
| 37.         | Principal Bass  | 16′     |
| 38.         | Sub Bass        | 16′     |
| 39.         | Octav Bass      | 8′      |
| 40.         | Octav Bass      | 4′      |
| 41.         | Pedal Mixtur VI |         |
| 42.         | Posaun Bass     | 16′     |
| 43.         | Trompeten Bass  | 8′      |
| 44.         | Clarin Bass     | 4′      |

- Koppeln: III/II, I/II (Schiebekoppeln)
- Spielhilfen: Sperrventile

#### Chororgel

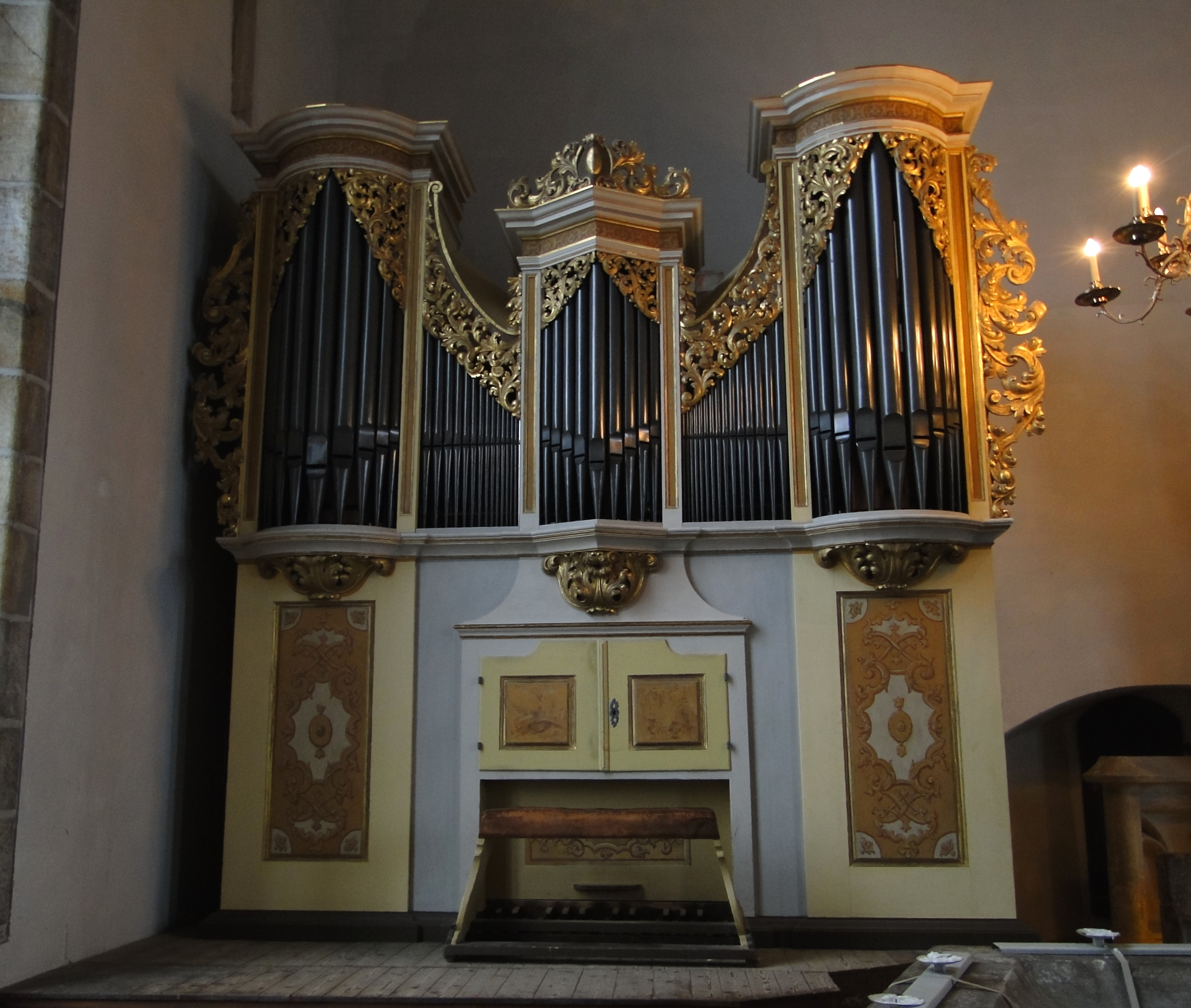
Chororgel im Freiberger Dom

Ihr gegenüber befindet sich eine zweite, kleinere Orgel Gottfried Silbermanns. Das Instrument wurde 1718/1719 für St. Johannis gebaut und 1939 aufgrund der Baufälligkeit der Kirche in den Dom überführt und als Chororgel aufgestellt. Jehmlich führte 1996/1997 eine Teilrestaurierung der weitgehend erhaltenen Orgel durch.
| I Hauptwerk C–c3 |           |    |
| 1.               | Principal | 8′ |
| 2.               | Gedackt   | 8′ |
| 3.               | Octava    | 4′ |
| 4.               | Rohrflöte | 4′ |
| 5.               | Nasat     | 3′ |

| (Fortsetzung) |            |       |
| 6.            | Octava     | 2′    |
| 7.            | Qvinta     | 1 ⁄3′ |
| 8.            | Sufflet    | 1′    |
| 9.            | Mixtur III |       |
| 10.           | Cimbel II  |       |

| Pedal C–c1 |                |     |
| 11.        | Sub-Bass       | 16′ |
| 12.        | Posaunen-Bass  | 16′ |
| 13.        | Trompeten-Bass | 8′  |

- Koppeln: I/P
- Spielhilfen: Tremulant

### Glocken
Das Geläut des Domes besteht aus sechs Kirchenglocken, von denen vier aus der Gießerei von Oswald Hilliger in Freiberg stammen. Die Große Susanne zählt zu den bedeutendsten Klangkörpern dieser Zeit in Deutschland. Die zweite Glocke war ursprünglich auch ein Werk dieser Gießerei, wurde aber wegen eines Sprunges von C. Albert Bierling (Dresden) 1896 umgegossen. Die kleinste Glocke ist der Ersatz für eine Vorgängerglocke von 1512 (Oswald Hilliger), die im Zweiten Weltkrieg für Rüstungszwecke eingezogen wurde und vom Hamburger Glockenfriedhof nicht mehr zurückkehrte. Das heutige Geläut stellt aufgrund der Kombination von zwei Grund- mit vier Cymbelglocken ein einmaliges Ensemble in der sächsischen Glockenlandschaft dar.
| Nr. | Name          | Gussjahr | Gießer, Gussort             | Durchmesser | Gewicht | Nominal (HT-1/16) | Läuteordnung                                            |
| --- | ------------- | -------- | --------------------------- | ----------- | ------- | ----------------- | ------------------------------------------------------- |
| 1   | Große Susanne | 1488     | Oswald Hilliger, Freiberg   | 1902 mm     | 4220 kg | b0 +7             | Hohe Feiertage (Weihnachten, Ostern, Pfingsten)         |
| 2   | Lutherglocke  | 1896     | C. Albert Bierling, Dresden | 1268 mm     | 1170 kg | es1 +12           | Sonntage (außerhalb der Bußzeiten), kirchliche Konzerte |
| 3   | Morgenglocke  | 1496     | Oswald Hilliger, Freiberg   | 850 mm      | 392 kg  | c2 +4             | Mittagsläuten                                           |
| 4   | Kinderglocke  | 1496     | Oswald Hilliger, Freiberg   | 764 mm      | 280 kg  | d2 −1             | Abendläuten                                             |
| 5   | Silberglocke  | 1496     | Oswald Hilliger, Freiberg   | 652 mm      | 196 kg  | f2 +2             | Morgenläuten                                            |
| 6   | Taufglocke    | 1956     | Franz Schilling, Apolda     | 557 mm      | 120 kg  | g2 ±0             |                                                         |

### Taufstein aus der Hirschfelder Kirche
Im Kreuzgang steht ein 800 Jahre altes romanisches Taufbecken aus Stein, das aus der rund 15 km entfernten Hirschfelder Kirche stammt, und in dem Katharina von Bora, die Ehefrau von Martin Luther, getauft worden sein soll.

## Gemeindeleben
Der Dom wird von der Ev.-Luth. Domgemeinde Freiberg für Gottesdienste genutzt. Er kann täglich während der regulären Öffnungszeiten besichtigt werden. Zusätzlich besteht ein Angebot kostenpflichtiger Führungen.
Seit den 1960er-Jahren unterhält die Domgemeinde Freiberg partnerschaftliche Beziehungen zur Domgemeinde in Verden/Aller.